# Grup Edebé
El Grup Edebé és un hòlding editorial especialitzat en continguts educatius fundat a Barcelona l'any 1888 per la Congregació Salesiana. Sota el segell Edebé, publica el seu catàleg en català i en castellà. El nom original, EDB correspon a les sigles d'Edicions Don Bosco, recordant el fundador de la congregació, Sant Joan Bosco. El grup té filials a Mèxic, Argentina i Xile i va tancar el 2010 amb unes vendes netes de 40 milions d'euros a Espanya i 10 milions procedents d'altres mercats. L'editorial dona feina a 4.000 persones, i té els segells Giltza al País Basc, Rodeira a Galícia, Marjal a la Comunitat Valenciana i Guadiel a Andalusia. És membre de l'Associació d'Editors del País Valencià.
Cada any l'editorial convoca el Premi Edebé en les categories de literatura infantil i juvenil. Han rebut aquest premi autors com Andreu Martín i Farrero, Pilar Mateos Martín i Andreu Sotorra i Agramunt.

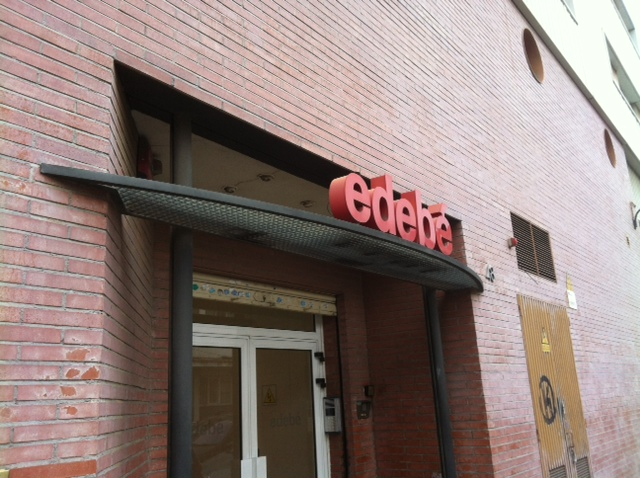
Magatzems

Ha realitzat sèries d'animació, i prepara una sèrie amb Televisió de Catalunya de la seva col·lecció infantil «4 amics i mig», de la que ha venut 500.000 exemplars. L'any 2011 va invertir 1,5 milions d'euros en continguts digitals educatius, per suports com telèfons intel·ligents, tauletes i ordinadors.
Entre els escriptors que han col·laborat amb Edebé hi ha Lolita Bosch, Carlos Ruiz Zafón i Jordi Sierra i Fabra.